# 桐林镇
桐林镇，是中华人民共和国贵州省黔东南苗族侗族自治州三穗县下辖的一个乡镇级行政单位。

## 行政区划
桐林镇下辖以下地区：
新场村、香炉村、捧相村、坦洞村、八受村、岑坝村、八坪村、坪亚村、竹林村、半溪村、绞强村、新艾村、贵公村、寨告村、鹿洞村、对河村、寨里村、东山村、木良村和桃场村。